# آرتور گیراگسیان
آرتور روبرتی گیراگسیان ( روسی: Артур Робертович Киракасян؛ زادهٔ ۱۲ مارس ۱۹۹۰) بازیکن فوتبال در پست مهاجم ارمنی‌تبار اهل روسیه است.

## باشگاهی
از باشگاه‌هایی که در آن بازی کرده‌است می‌توان به باشگاه فوتبال آبینسک اشاره کرد.